# Zhongornis
Zhongornis tillhör ett släkte som heter avialae och den period den levde i, var äldre krita. Zhonghornis hittades i klippor vid området Yixian formationen i den kinesiska staden Lingyuan, och beskrivs av Gao år 2008.
Släktet Zhongornis har bara en beskriven art, Zhongornis haoae.